# Brachys amazonicus
Brachys amazonicus es una especie de escarabajo barrenador metálico del género Brachys, categorizada en la tribu Trachyini, de la subfamilia Agrilinae.

## Taxonomía
Fue descrita científicamente por Kerremans en 1896.
Tratamiento taxonómico
La especie aparece registrada y publicada en Trachydes nouveaux. Annales de la Société entomologique de Belgique 40:306-333. (1896).